# Steven Orias
Steven Jafet Orias Corella (San José, Costa Rica, 3 de septiembre de 2003) es un futbolista costarricense que juega como guardameta en el Municipal Desamparados A. C. F. de la Segunda B de LINAFA o o tercera división de Costa Rica.

## Trayectoria

### C. S. Herediano
Debutó con el cuadro rojiamarillo el 26 de noviembre de 2022 en el Torneo de Copa de Costa Rica por la segunda vuelta contra el Municipal Santa Ana, alineado como titular en la disputa de 90 minutos, el encuentro finalizó en empate 0-0. El 18 de marzo de marzo de 2023 debutó en la máxima categoría costarricense contra el Municipal Grecia, en el que ingresó al terreno de juego al minuto 76 por la victoria 3-0.

## Selección nacional
El 9 de noviembre de 2022, se confirmó su presencia en el banco de suplencia contra la selección de Nigeria en un partido amistoso, en el que los costarricenses obtuvieron la victoria por 2-0.

## Estadísticas

### Clubes
Actualizado al último partido jugado el 11 de mayo de 2023.
| C. S. Herediano · Costa Rica | 1.            | 2022-23       | 3 | -3 | 1 | -0 | — | —  | 4 | -3 |
| C. S. Herediano · Costa Rica | Total club    | Total club    | 3 | -3 | 1 | -0 | 0 | 0  | 4 | -3 |
| C. S. Herediano · Costa Rica | Total carrera | Total carrera | 3 | -3 | 1 | -0 | 0 | -0 | 4 | -3 |
| 1. Fuente:Transfermarkt      |               |               |   |    |   |    |   |    |   |    |

## Palmarés

### Títulos nacionales
| Título                         | Equipo          | País       | Año  |
| ------------------------------ | --------------- | ---------- | ---- |
| Supercopa de Costa Rica        | C. S. Herediano | Costa Rica | 2024 |
| Primera División de Costa Rica | C. S. Herediano | Costa Rica | 2024 |